# Христо Ясенов
Христо Ясенов е български поет и активист на Българската комунистическа партия (БКП).
Автор на стихосбирка. Свързан с военната организация на БКП, след атентата в църквата „Света Неделя“ през 1925 г. е арестуван и убит.

## Биография
Христо Ясенов е роден през 1889 г. в Етрополе като Христо Павлов Туджаров. Получава основно образование в родния си град, след това учи последователно в Копривщенската гимназия и в Търговската гимназия в Свищов. Завършва гимназия във Враца (1907).
Първи етап в творческата биография на Ясенов са ученическите години в Свищов, където започва да се занимава с рисуване. Следва врачанският период, свързан с читалище „Развитие“ и зачестилите стихотворни опити – Ясенов вече печата под различни псевдоними в ученическите списания и със собственото си име в студентски сборник.
През 1907 г. е приет да следва в Държавно рисувално училище в София. В края на 1909 г. приятелят му Б. Хаджибончев го представя на Антон Страшимиров, който, възхитен от стиховете му, го привлича за сътрудник на литературното списание „Наш живот“ (под име „Наблюдател“ през 1910 – 1911). Страшимиров измисля и псевдонима Христо Ясенов, с който младият поет става известен в литературните среди. Срещите с вече изявени писатели и поети (Г. Райчев, Теодор Траянов, Димчо Дебелянов, Николай Лилиев, Георги Стаматов, Людмил Стоянов, Константин Константинов и др.) са важен момент в творческата биография на Ясенов до войните (1912 – 1918). През този период той сътрудничи и на списанията „Смях“ и „Звено“.
През 1913 г. Ясенов отказва да стане член на Съюза на българските писатели (избран е посмъртно през 1945). Участва в Балканската (1912 – 1913) и Междусъюзническата (1913) война. След връщането си в София продължава да учи в Художественото рисувално училище. През 1914 г. постъпва в Школа за запасни офицери в Княжево, след което е старши подофицер в Орхание (дн. Ботевград). Участва и в Първата световна война (1915 – 1918) – като взводен командир в Сърбия и на Южния фронт, произведен е в чин поручик (1917). След Солунското примирие Ясенов избягва от пленнически лагер в село Секулово, където е държан като заложник.
През 1919 г. Христо Ясенов се връща в София и същата година завършва Художественото рисувателно училище. От 1919 г. е учител по рисуване в София. Той става член на БКП и започва да издава с Крум Кюлявков списание „Червен смях“; тогава се запознава с Христо Смирненски. През 1920 г., поради недоволство от качеството на първите броеве на списанието, Ясенов и Кюлявков са отстранени с партийно решение, а за главен редактор е определен Димитър Полянов. В края на 1922 г. Ясенов заболява от туберкулоза и лежи няколко месеца в санаториума в Искрец.
От 1923 г. Ясенов поддържа връзка с Военната организация на БКП. След потушаването на Септемврийското въстание (1923), в което не участва пряко, той е член на редакционната колегия на „Бюлетин на общия помощен комитет за подпомагане на пострадалите от фашизма“, от който излиза само 1 брой, и участва активно в дейността на комитета. От края на 1923 г. е привлечен за сътрудник на военнотехническата комисия към Централния комитет на БКП.
На 20 март 1924 г. Ясенов е интерниран в Горна Джумая (дн. Благоевград). Във в. „Развигор“ се появяват протестни декларации на български интелектуалци срещу задържането на поета (№ 136 от 29 март и № 137 от 5 април) На 30 март 1924 г. литературна задруга „Хиперион“ провежда четения в полза на Ясенов. Протестни материали се появяват и в редактирания от Йосиф Хербст вестник „АБВ“. Калина Малина, Крум Кюлявков, Илия Бешков, Александър Балабанов и др. публикуват свои текстове в защита на Ясенов (в „Развигор“, „Звънар“, „Ек“). На 4 април 1924 Ясенов е освободен. Поетът отговаря с декларацията „На всички адреси“ („Развигор“, № 138, 15 април 1924), в която благодари на всички, които са го подкрепили, и обявява своята гражданска позиция.
След атентата в църквата „Св. Неделя“ в София, на 22 април 1925 г. Ясенов е арестуван. Първоначално е отведен в училище „Фотинов“, по-късно (10 май 1925) е преместен в Дирекция на полицията. Обявен е за безследно изчезнал. Има съществуващи подозрения че е ликвидиран заедно с Гео Милев и Брайко Хаджилуков.

## Творчество
Ясенов издава единствената си стихосбирка „Рицарски замък“ през 1921 като №1 на замислената от Гео Милев библиотека „Книги за малцина“. Повечето от стиховете, влезли в 12-те цикъла на стихосбирката са писани през 1909 – 1912 и с малки текстологични различия (предимно в цикъла „Пан“) голяма част от тях са публикувани в периодичния печат до 1919.
Стихосбирката се вписва в символистичната традиция в българската литература, като в някои цикли, като „Пан“, „Ведрина“ е силно неоромантичното влияние. Изследователите на „Рицарски замък“ намират връзка с поезията на Константин Балмонт, Александър Блок, Вячеслав Иванов, Пейо Яворов, Димчо Дебелянов. Подобни на стихосбирката са и някои стихотворения, публикувани през 1911 – 1912 в сп. „Наблюдател“ и „Наш живот“, които Ясенов не включва в стихосбирката си.
С ангажирането на Христо Ясенов с БКП след Първата световна война поетическото му творчество рязко намалява. Той пише няколко стихотворения, публикувани в списанията „Червен смях“ и „Везни“ (1919), стихотворението „Петроград“ (Ботев лист, 1920), хумористично-сатиричните стихове, памфлети и фейлетони, в които главни теми са ситуацията в България след войните, цената на постигнатия мир и политическите борби в Русия след 1917. В публицистичната си дейност той използва множество псевдоними: Еро Розен, Хр. Розин, Хр. Трепетликин, Ваня Петроградски, Трети интернационал, Чрезвичайка, Юденич, Агапия Деникинова и др.
Известни са и двадесетина картини от Христо Ясенов, предимно портрети, сред които и портрет на Антон Страшимиров, но повечето изчезват по времето на комунистическата власт.

## Съчинения
- „Рицарски замък“. 1921
- „Събрани произведения“. 1947
- „Събрани произведения“. 1953
- „Избрани произведения“. 1960
- „Съчинения“. 1965
- Димчо Дебелянов. Христо Ясенов. Димитър Бояджиев. „Стихотворения“. 1973